# 长沙市博物馆
长沙博物馆是长沙市一所综合性博物馆，主要功能包括文物收集、展示宣传、保护研究、教育服务等，2009年进入首批国家二级博物馆名录。长沙博物馆新馆层高5层，建筑面积2.4万平方米，位于湖南省长沙市开福区长沙滨江文化园，毗邻长沙音乐厅、长沙市规划展示馆和长沙图书馆。

## 历史
长沙博物馆成立于1986年，旧址位于长沙市清水塘（中共湘区委员会旧址）。2015年12月28日迁至位于滨江文化园的新馆。
2020年12月21日，中国博物馆协会公布长沙市博物馆晋升国家一级博物馆。

## 陈列与馆藏
长沙博物馆常年展出“湘江北去——长沙古代历史陈列”和“中流击水——长沙近代历史陈列”两个基本陈列，同时也有各类特别展览和临时展览。长沙博物馆现有藏品5万余件，涵盖从旧石器时代至现代印证长沙历史文化的各类实物，其中尤以商周青铜器与长沙窑瓷器为特色。重要藏品有象纹大铜铙、十二叶四竹四山纹铜镜、“曹女巽”玛瑙印。

## 参观
长沙博物馆对公众免费开放。